# Blandy, Seine-et-Marne
Blandy (còn gọi là Blandy-les-Tours) là một xã ở tỉnh Seine-et-Marne, thuộc vùng Île-de-France ở miền bắc nước Pháp.

## Demography
Người dân ở đây được gọi là Blandynois.
Điều tra dân số năm 1999, xã này có dân số là 721 người.

## Places of interest
- Château de Blandy-les-Tours
- Nhà thờ Thánh Saint Maurice (thế kỷ 14 và 16)